# Barra Mansa (locutor)
José Rodrigues Pereira, mais conhecido como Barra Mansa, ou O Tenor das Arenas (Adolfo, 3 de fevereiro de 1953 — São José do Rio Preto, 23 de novembro de 2021), foi um dos maiores locutores de rodeio do Brasil.

## Carreira
Barra Mansa ingressou neste ramo narrando jogos de futebol. Iniciou sua carreira como locutor de rodeios em 1977. Sua primeira narração da Festa do Peão de Barretos aconteceu em 1982, onde tornou-se locutor oficial, e permanece até o último ano de vida.
Lançou outros nomes consagrados da locução de rodeios como Marco Brasil, Asa Branca, Della Morena, Mara Magalhães, Leandro Sato, entre outros. Fez participação especial nas novelas "Ana Raio e Zé Trovão" e "Pantanal", da TV Manchete.
Tem mais de 13 CDs lançados.

## Morte
Barra Mansa morreu em 23 de novembro de 2021, aos 68 anos de idade, onde o mesmo  estava internado no hospital de São José do Rio Preto SP, onde passou por uma cirurgia de emergência com um quadro de hérnia encarcerada, mas não resistiu.